# Молотков, Иван Анатольевич
Иван Анатольевич Молотков (род. 13 мая 1931, Ленинград) — советский и российский математик и физик-теоретик, специалист по сложным нелинейным системам, солитонам, аналитическим методам для нелинейных задач. Профессор, доктор физико-математических наук. Лауреат Государственной премии СССР (1982, за цикл работ «Разработка асимптоматических методов теории распространения сейсмических волн и применение этих методов к расчёту динамических полей в геофизике»).
Родился в Ленинграде. Отец был врачом, а мать преподавала немецкий язык в ЛГУ. В 1942 году семья эвакуирована из блокадного Ленинграда в Горьковскую область, в 1946 году вернулась в Ленинград. Окончил физический факультет Ленинградского государственного университета. Работал на кафедре высшей математики и математической физики физического факультета.
В 1972 году защитил диссертацию на соискание учёной степени доктора физико-математических наук. В 1979 году присвоено учёное звание профессора. Читал лекции по математическому анализу, для студентов кафедры высшей математики и математической физики читал спецкурс «Асимптотические методы в теории распространения волн». В 1990-е годы перешёл на должность главного научного сотрудника теоретического отдела в ИЗМИРАН. Автор свыше 200 научных статей и 10 монографий.
Сын — Анатолий (род. 1968), окончил физический факультета СПбГУ. Брат — Лев Молотков — математик и физик-теоретик, доктор физико-математических наук, профессор, сотрудник ПОМИ РАН.

## Избранная библиография
- Бабич В. М., Булдырев В. С., Молотков И. А. Пространственно-временной лучевой метод. Линейные и нелинейные волны. — Л.: Изд-во Ленинградского ун-та, 1985.
- Молотков И. А., Вакуленко С. А. Сосредоточенные нелинейные волны. — Л.: Изд-во Ленинградского ун-та, 1988.
- Молотков И. А., Вакуленко С. А., Бисярин М. А. Нелинейные локализованные волновые процессы. — М.: Янус-К, 1999.
- Молотков И. А. Аналитические методы в теории нелинейных волн. — М.: Изд-во Физматлит, 2003.
- Molotkov I. A. Analytical Methods in Nonlinear Wave Theory. — Sofia; Moscow: Pensoft Publishers, 2005.